# Abdelhakim Amokrane
Pour les articles homonymes, voir Mokrane.
Abdelhakim Amokrane est un footballeur algérien né le 10 mai 1994 à Aïn Beïda. Il évolue au poste d'attaquant à Al-Bisha.

## Biographie
Avec la sélection algérienne, il participe à la Coupe d'Afrique des nations des moins de 23 ans 2015 qui se déroule au Sénégal. L'Algérie atteint la finale de cette compétition, en étant battue par le Nigeria.

## Palmarès

### En club
- Champion d'Algérie en 2012, 2013 et 2017 avec l'ES Sétif
- Supercoupe de Tunisie en 2018-2019 avec le US Monastir

### En sélection
- Finaliste de la CAN U23 2015 avec l'équipe d'Algérie olympique.